# Kevin Wiethaup
Kevin Wiethaup (* 6. August 2005 in Bocholt) ist ein deutsch-nigerianischer Fußballspieler.

## Werdegang

### Verein
Der offensive Mittelfeldspieler begann seine Karriere im Nachwuchs des Osnabrücker SC und wechselte im Sommer 2020 in die Nachwuchsabteilung des VfL Osnabrück. Für den VfL spielte er in der A-Junioren-Bundesliga. Im Sommer 2024 rückte er in den Kader der gerade in die 3. Liga abgestiegene Profimannschaft auf und feierte am 10. August 2024 sein Profidebüt bei der 0:2-Niederlage gegen den FC Erzgebirge Aue. Wiethaup stand in der Startformation und wurde in der 63. Minute gegen Robert Tesche eingewechselt.
Im Januar 2025 wurde er für die Rückrunde an den SV Rödinghausen verliehen.

### International
Im November 2022 absolvierte Kevin Wiethaupt ein Länderspiel für die deutsche U-18-Nationalmannschaft.